# Eriovixia enshiensis
Eriovixia enshiensis är en spindelart som först beskrevs av Yin och Zhao 1994.  Eriovixia enshiensis ingår i släktet Eriovixia och familjen hjulspindlar. Inga underarter finns listade i Catalogue of Life.